# Eleutherococcus senticosus
Eleutherococcus senticosus, el ginseng siberiano, eleuterococo o eleutero es una planta dicotiledónea de la familia de las araliáceas. Se conoce por sus propiedades similares al ginseng chino, del que es pariente cercano. La parte utilizada de E. senticosus es también la raíz. 

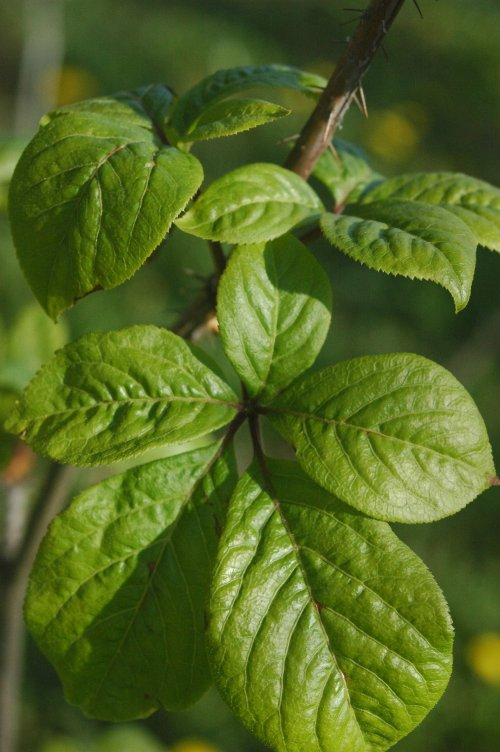
Hojas.

Eleutheroside A

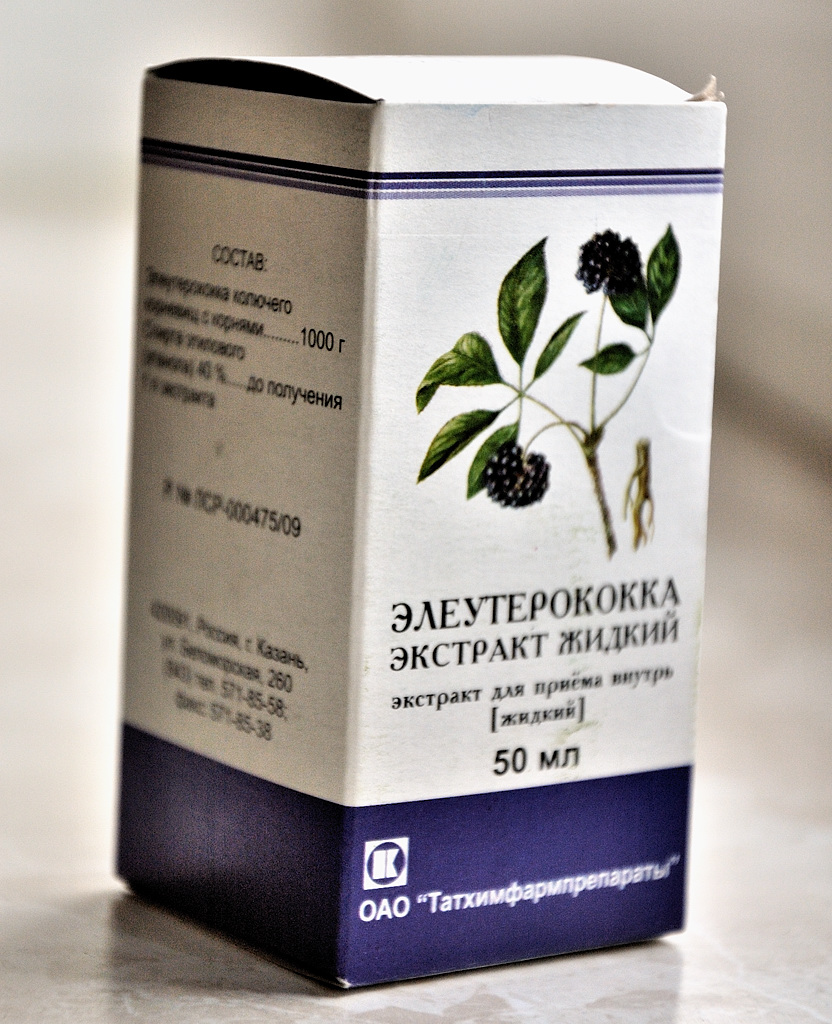
Extracto fluido

## Distribución y hábitat
Es nativo de las montañas del nordeste asiático: en Rusia, desde el curso medio del río Amur hasta el litoral pacífico, en las montañas del norte de China, norte de Corea y en la isla de Hokkaido, en Japón. Crece en los claros de los bosques, en matorrales, y en bordes de caminos.  Prefiere suelos pobres en nutrientes, arenosos y arcillosos. 

## Descripción
Arbusto de hasta 6 m. Ramas recubiertas de espinas largas y finas, cerdosas, más o menos densas según la variedad. Hojas palmeadas, divididas en cinco folíolos, de 5-13 cm de longitud por 3-7 cm de ancho, con el limbo de elíptico a oblongo, algo acuminado, de margen finamente aserrado, lampiñas por el haz y con pelos en el nervio central por el envés, sostenidas por un largo peciolo de hasta 12 cm, a veces cubierto de espinas. Las flores son pequeñas y agrupadas en umbelas terminales, simples o compuestas, globosas. Las flores femeninas son amarillentas y las masculinas son violáceas. El fruto es una baya negra.

## Composiciónquímica
Esta planta tiene numerosos principios activos, entre otros:
- - Eleuteranos: son glucanos, cadenas de glucósidos similares a los panaxanos del ginseng.
  - Eleuterósidos: son heterósidos de glucosa y diferentes aglicones. Eleuterósidos A (daucosterol, glucósido del β-sisterol), B (heterósidos de la isofraxidina), D, E (heterósidos del siringaresinol), I, K, L, M (saponósidos derivados del ácido oleanólico). Los eleuterósidos B, D y E suponen el 80% del total.
  - Fitoestrógenos.

ciwujianosida A-E
eleutherosida B (syringin)
eleutherosidas A-M, 
friedelin, 
isofraxidin
acanthosida-D.

## Medicina popular

### Propiedades, usos y precauciones
Esta planta se utiliza tradicionalmente en las frías regiones del norte de la China y el Lejano Oriente ruso, donde es muy apreciada como remedio contra la extenuación. Se toman las raíces en decocción, y se le atribuyen también propiedades como mejorar la memoria y aumentar la resistencia a enfermedades. También se afirma que aumenta la longevidad. Actualmente se considera como adaptógeno, es decir, ayuda a afrontar situaciones que pueden provocar estrés. Los cosmonautas soviéticos tomaban raíz de eleuterococo en sus viajes al espacio para aumentar su resistencia. [cita requerida]. Es hipoglucemiante, lo que debe tenerse en cuenta. 
Se recomienda no tomarlo durante largos períodos de tiempo y hacer pausas regularmente. Varios estudios han demostrado que el ginseng siberiano no es tóxico, sin embargo, puede causar insomnio, taquicardias y ansiedad.

### Contraindicaciones
Por su contenido en fitoestrógenos no se debe utilizar si hay historial familiar de tumores mamarios, uterinos u ováricos, o endometriosis. No se debe tomar en la segunda parte del ciclo menstrual. Tampoco está indicado si hay trastornos del estado de ánimo, neurosis o psicosis. Debe evitarse combinarlo con estimulantes como el café, con medicamentos antipsicóticos, y durante el tratamiento de hormonas.

## Taxonomía
Eleutherococcus senticosus fue descrita por Rupr. & Maxim. y publicada en Prodromus Systematis Naturalis Regni Vegetabilis 5: 554–555. 1836.
Etimología
Eleutherococcus, latinización de las palabras griegas ἐλεύθερος (eléutheros): "libre" y κόκκος (kókkos): "grano" "semilla".
senticosus: epíteto latíno: "espinoso"
Sinonimia
- Acanthopanax asperatus Franch. & Sav.
- Acanthopanax senticosus (Rupr. & Maxim.) Harms
- Acanthopanax senticosus var. brevistamineus S.F.Gu
- Acanthopanax senticosus forma inermis (Kom.) Harms
- Acanthopanax senticosus forma subinermis (Regel) H.L.Li
- Acanthopanax senticosus var. subinermis (Regel) Kitag.
- Eleutherococcus asperatus (Franch. & Sav.) Koidz.
- Eleutherococcus senticosus forma inermis Kom.
- Eleutherococcus senticosus var. subinermis Regel
- Hedera senticosa Rupr. & Maxim.[8]